# Ropalidia gemmea
Ropalidia gemmea är en getingart som beskrevs av Evelyn Cheesman 1952.
Ropalidia gemmea ingår i släktet Ropalidia och familjen getingar. Inga underarter finns listade i Catalogue of Life.